# ドゥナの戦い
ドゥナの戦い（フランス語: Bataille de Denain）は、スペイン継承戦争の戦闘の一つで1712年7月24日に現在のフランス・ノール県のドゥナにおいて、プリンツ・オイゲンとアルベマール伯アーノルド・ヴァン・ケッペル率いるオーストリア・オランダ同盟軍と、クロード・ルイ・エクトル・ド・ヴィラール元帥率いるフランス軍の間で行われた。

## 経過
フランス軍は同盟軍のフランス侵略を防ぐためサンブル川沿岸都市のモブージュからスヘルデ川と支流のサンセ川・スカルプ川に及ぶ防衛線を構築していたが、1711年のブシャン包囲戦で中心点のブシャンを同盟軍に奪われスカルプ川とスヘルデ川周辺のほとんどを制圧された。しかし、同盟国の一角であるイギリスでは政府首班のロバート・ハーレーとヘンリー・シンジョンが戦争の切り上げを模索してフランスと秘密交渉を行い、和睦の一環として同盟軍の総司令官であるマールバラ公ジョン・チャーチルを罷免、後任のオーモンド公ジェームズ・バトラーにはフランス軍と戦わないよう言い含めていた。
1712年にプリンツ・オイゲンが同盟軍司令官となり、フランス防衛線の突破を図るべくスヘルデ川を渡河してドゥナの町を占拠し、補給基地とした。オーモンドはイギリス軍の司令官としてオイゲンに協力する立場に置かれた。ところが、5月21日にシンジョンからオーモンドに戦闘を控えるべきとの命令が届くと、イギリス軍は動きを停滞させオイゲンらに不信感を抱かれた。和睦交渉中に同盟軍が勝利して、勢いづいて和睦をふいにされる恐れからハーレー・シンジョンはオーモンドに戦闘中止を伝えたのだが、イギリスは同盟軍と対陣中のヴィラールとも内通しているため、同盟軍は分裂の危機を迎えていた。
6月になりオーモンドはオイゲンとオランダにイギリス軍を動かさない理由を問い詰められても、言い訳に終始して動こうとしなかったため、同盟軍はドゥナから南へ流れるスヘルデ川支流のセル川を渡りイギリス軍抜きでル・ケスノワの包囲に取りかかった。ル・ケスノワはドゥナから東でドゥナとモブージュの中間点に位置する都市で、防衛線の拠点の一つでもあった。7月4日にル・ケスノワを落としたが、包囲中にイギリスとフランスの停戦協定が成立、16日にイギリス軍は協定に基づき戦場から離脱した。
和睦の証としてダンケルクは19日にフランスからイギリスへ譲渡されたが、離脱した軍隊は12000人のイギリス軍だけで、残りはオイゲンの下に留まることを選んだ。オイゲン率いる10万5000人のオーストリア・オランダ同盟軍はヴィラール率いる12万人のフランス軍と決戦しようとし、ル・ケスノワから防衛線を突破して南のランドルシーを包囲、フランスへの進撃を目論みながらヴィラールを待ち構えた。また高地を占めようとしていたが、イギリス軍が急遽帰国してしまったためこちらは実行できなかった。
フランス軍はセル川上流のル・カトー＝カンブレジの南東、マザンギアンに駐屯していた。ヴィラールは同盟軍が東に突出し過ぎて多くの兵を割いている点と、補給路であるドゥナとランドルシーの距離が大きく離れている点に目を付けてドゥナを奇襲しようと考え、まずはオイゲンの牽制に動いた。
22日にヴィラールはセル川を渡河してランドルシーの包囲軍と対峙、騎兵を前進させ攻撃に出ると見せかけた。次に23日の夜に騎兵を引き上げさせ、3万の軍をセル川に沿って北上させ翌日の24日朝にアルベマール率いる1万人のオランダ軍が守備するドゥナに到着、騎兵を周辺の橋梁の確保に送り込んだ。そして歩兵でドゥナを攻撃、オランダ軍の増援を橋梁で阻止し、これを占領した。オイゲンは急いでドゥナへ向かったが救援に間に合わず、アルベマールとオランダ軍はフランス軍の捕虜になった。
戦後もヴィラールの勢いは止まらず、31日にドゥナから北の補給基地であるマルシエンヌも奪い物資と兵員を手に入れ、補給路を断たれたオイゲンは8月にランドルシー包囲を中止、北へ撤退するしかなかった。9月から10月にかけてヴィラールはドゥエー、ル・ケスノワ、ブシャンを奪い返しスヘルデ川とスカルプ川流域を確保、数ヶ月でフランス軍は過去数年に渡り失った都市を回復することとなった。ヴィラールの活躍で他の同盟国との和睦交渉が進み、翌1713年のユトレヒト条約・1714年のラシュタット条約締結に繋がった。

## 題材とした作品
- ボードゲーム：Vae Victis N°20 『Denain 1712_ Villars contre Euge de Savoie』（フランス語）、History&Colectors社